# Kazachstania turicensis
Kazachstania turicensis är en svampart som först beskrevs av Wyder, Meile & Teuber, och fick sitt nu gällande namn av Kurtzman 2003. Kazachstania turicensis ingår i släktet Kazachstania och familjen Saccharomycetaceae.   Inga underarter finns listade i Catalogue of Life.